# QIP 2005
Quiet Internet Pager (QIP) — бесплатная программа мгновенного обмена сообщениями по протоколу OSCAR, во многом аналогичная программе ICQ. QIP имеет закрытый исходный код и предназначен для работы под операционными системами семейства Microsoft Windows.

## Дополнительные возможности
- Защита от спама и флуда со стороны тех, кто не входит в список контактов (контакт-лист) пользователя. Защита осуществляется в виде задания вопроса и сравнения ответа с заданным. За счёт этого становится возможным с большой долей вероятности определить, является собеседник рекламным роботом или живым человеком. Если ответ верен, то сообщения от этого номера (UIN) принимаются.
- Больше возможностей в настройках по сравнению с официальным клиентом[3].
- «Всевидящее око» — эта функция позволяет узнать, кто добавил вас в свой список контактов, кто читал ваши статус-сообщения, и все другие сервисные пакеты от тех пользователей, которых нет в вашем списке контактов (ранее, возможно, «око» отображало номера тех, кто просматривал ваши анкетные данные).
- Просмотр IP-адреса собеседника (зависит от настроек клиента собеседника), защита своего IP от просмотра (по умолчанию деактивирована функция приёма/передачи файлов — при обращении к этим возможностям собеседникам IP-адрес становится известен, о чём пользователь предупреждается сообщением).
- Возможность прикрепить окно мессенджера к экрану на «кнопку», чтобы оно не двигалось и не пряталось за другие окна.
- Портативное использование — QIP можно хранить и запускать с флеш-носителя на других компьютерах.
- «Горячие клавиши», которые можно переназначать и необходимо активировать отдельно, в частности:
  - функция «анти-босс», позволяющая убирать с экрана окна QIP, а также его значок из панели;
  - транслитерация выделенной части сообщения, а также исправление текста, набранного в неверной раскладке (когда вместо «привет» получается «ghbdtn»).

## Недостатки программы
- Закрытый исходный код.
- Отсутствие кроссплатформенности.
- Практически отсутствует возможность настройки внешнего вида контакт-листа и окна сообщений (за исключением обложек).

В 2008-2009 годах корпорация AOL периодически вносила в протокол OSCAR, используемый ICQ, изменения, которые приводили к невозможности работы альтернативных клиентов, в том числе и QIP. Авторы QIP реагировали на такие изменения и публиковали новые версии. В частности, 21 января 2009 года были внесены очередные изменения в протокол, и буквально на следующий день появилась новая версия QIP 2005 с номером билда 8081, а в ответ на изменение протокола, произошедшее 3 февраля, выпущена версия 8082.
27 июля 2009 года вышел билд 8094, который ставил стартовой страницей браузера сайт qip.ru и возвращал эту страницу, если пользователь её изменял. К тому же, билд оказался заражён вирусом Win32.Induc.a. Вирус распространяется через установленный Delphi, изменяя модуль SysConst. После этого все собранные заражённым компилятором программы будут заражены. Обновление вышло только 13 августа, при этом о вирусе не было ни слова, описан был лишь один из его симптомов — «в некоторых случаях возникала ошибка при запуске».

## Преимущества программы
- История переписки хранится в удобном для пользователя открытом виде и может быть прочитана даже через Блокнот, что позволяло сделать любой сложности поиск по истории.
- Нет ограничения на количество сообщений в файле истории.

## Кроссплатформенность
Так как QIP написан с использованием Delphi, ориентированном на разработку приложений WinAPI, его нелегко портировать под другие операционные системы, однако его, как и большинство других программ под Windows, возможно попытаться запустить в ОС семейства UNIX и Mac OS X с помощью Wine.

## История
История программы QIP началась осенью 2004 года, первоначально как интернет-пейджера для личного пользования. Основной задачей программы ставилось обеспечение передачи и получения сообщений. Какая-либо графика или звуки не планировались, что и было отражено в названии — Quiet Internet Pager («тихий Интернет-пейджер»).
Первой версией стал QIP 2005 под операционные системы семейства Microsoft Windows. Число 2005 означает год выпуска. В конце 2006 года вышла в свет версия QIP PDA для портативных устройств, управляемых операционными системами семейства Microsoft Windows Mobile. В апреле 2007 года выпущена версия QIP PDA для устройств на базе операционных системы Symbian.
С момента появления программы продукт так и не вышел из стадии альфа-тестирования. По замыслу, бета версия должна была выйти в 2006 году, но позже автор принял решение о создании нового проекта — QIP Infium, который был опубликован 22 июня 2007 года.
Предполагалось, что использование коммерческой библиотеки TRichView для Delphi при создании QIP подразумевает невозможность лицензирования по GPL, однако, несмотря на заявления некоторых лиц, это не так. Открытие же исходного кода не произошло ни под какими лицензиями по желанию разработчика.
Официальных разработок QIP (именно под таким названием, а не QIP Infium) не ведётся. В 2010 году для его замены был выпущен QIP 2010 (немного упрощённый QIP Infium со скином от QIP 2005).

## Интересный факт
Как мелодия запуска использован отрывок из трека «Autumn Interlude» музыканта Amethystium, фрагмент фортепианного проигрыша (0:44-0:45).